# Прогресс-1
Прогресс-1 — первый транспортный грузовой космический корабль (ТГК) серии «Прогресс». Запущен к орбитальной станции Салют-6. Серийный номер 102.

## Цель полёта
После выведения на орбиту ТГК выполнялась следующая проверка:
- работоспособности бортовых систем;
- системы ориентации и управления движением;
- радиотехнической аппаратуры сближения и стыковки;
- сближающе-корректирующей двигательной установки;
- коррекция орбиты корабля.
- причаливание и стыковка корабля с орбитальной станцией.

## Хронология полёта
- 20.01.1978, в 08:24:40 (UTC) — запуск с космодрома Байконур ракетой-носителем Союз-У;
- 22.01.1978, в 10:12:14 (UTC) — стыковка с комплексом Салют-6 — Союз-27;
- 06.02.1978, в 05:54 (UTC) — расстыковка с комплексом Салют-6 — Союз-27, отправка в автономный полёт;
- 08.02.1978, в 02:00:00 (UTC) — тормозной импульс;
- 08.02.1978, около 02:45 (UTC) — окончание существования, сгорание в атмосфере и падения остатков в Тихий океан.